# Lisa de Cazotte
 (février 2024).
Lisa de Cazotte est une productrice de feuilletons américaine, née dans le Comté de Westchester (État de New York, États-Unis) le 2 novembre 1961 et décédée le 7 décembre 2019 à Los Angeles (Californie, États-Unis),.
Pour les articles homonymes, voir de Cazotte.

## Biographie
Née Smith à Westchester, New York, Lisa de Cazotte est la fille de Charles et Béatrice Smith et grandit à Dobbs Ferry, New York. Elle est diplômée de l'Université Fordham. Elle épouse plus tard le producteur français Antoine de Cazotte.
Lisa de Cazotte commence comme stagiaire à l'occasion du feuilleton One Life to Live en 1983, progressant jusqu'au poste de productrice associée puis de productrice coordinatrice. Elle est productrice sur Santa Barbara de 1991 à 1993, productrice coordinatrice sur All My Children de 1994 à 1996 et productrice sur Sunset Beach de 1997 à 1999.
Elle est productrice exécutive de Passions pendant toute la durée de la série, du 5 juillet 1999 au 7 août 2008. Elle est ensuite productrice exécutive de General Hospital: Night Shift pour sa deuxième saison en 2008. Elle revient à All My Children en tant que productrice sous la direction de Julie Hanan Carruthers de 2009 à 2010. Elle a également été co-productrice exécutive de Days of Our Lives du 30 janvier 2012 au 31 juillet 2015. Le 19 décembre 2017, elle rejoint The Young and the Restless en tant que productrice superviseur.

## Carrière
- One Life to Live : productrice associée (1987–1989)
- One Life to Live : productrice coordinatrice (1989–1991)
- Santa Barbara : productrice (1991–1993)
- All My Children : productrice coordinatrice (1994–1996)
- Sunset Beach :  productrice (1997–1999)
- Passions :  productrice exécutive (1999 – 2008)[3]
- General Hospital: Night Shift : productrice exécutive (Saison 2, 2008)
- All My Children : productrice (2009– 2010)
- Days of Our Lives : co-productrice exécutive (2012 – 2015)
- The Young and the Restless : productrice superviseur (2017 – 2019)